# 구와하라 다카시
구와하라 다카시(일본어: 桑原 隆, 1948년 5월 5일 ~ )는 일본의 전 축구 선수이자 지도자로 현역 시절 후루카와 전공의 원클럽맨으로 활약했다.

## 구단 경력
1967년부터 1982년까지 일본 사커 리그의 후루카와 전공에서 215경기에 나서 30득점을 넣었다. 1976년에 일본 사커 리그 우승을 차지하였다. 

## 지도자 경력
1993년부터 1994년까지 PJM 퓨쳐즈에서 감독을 맡았다. 1996년 주빌로 이와타의 코치으로 취임하였다. 1997년 7월 루이스 펠리피 스콜라리 감독을 대신해, 감독 대행으로 취임한다. 1997년에 J1리그 우승을 차지하였다. 1999년과 2004년 주빌로 이와타에서 감독을 맡았다. 1999년에 J1리그 우승. 2008년 요코하마 F. 마리노스의 감독으로 취임하였다.